# Станю Пиперков
Станю Петков Пиперков е български офицер, подполковник.

## Живот
Роден е на 15 октомври 1895 г. в Тетевен. През 1919 г. завършва Военното училище в София. От 1942 г. е командир на тридесет и трети пехотен свищовски полк. През 1945 г. е назначен за командир на седма пехотна рилска дивизия. Награден е с орден „За храброст“, IV ст, 1 клас. През 1946 г. е уволнен.

## Военни звания
- Подпоручик (1919)
- Поручик (30 януари 1923)
- Капитан (15 юни 1928)
- Майор (6 май 1936)
- Подполковник (6 май 1940)